# Didymeles
Didymeles je rod vyšších dvouděložných rostlin (Rosopsida)
z čeledi zimostrázovité (Buxaceae). Zahrnuje 3 druhy dvoudomých stálezelených stromů s tuhými listy a nenápadnými květy, rostoucí výhradně na Madagaskaru.

## Popis
Zástupci rodu Didymeles jsou stálezelené dvoudomé stromy se střídavými kožovitými jednoduchými listy bez palistů. Čepel listů je celokrajná, se zpeřenou žilnatinou. Květy jsou jednopohlavné, uspořádané v klasech nebo latách. Okvětí je redukované na 1 až 4 kalichovité lístky (podle některých interpretací jde o listeny). Samčí květy ve zkrácených latách, se 2 tyčinkami s velmi krátkou nitkou. Samičí květy jsou v klasech, se svrchním semeníkem tvořeným jediným plodolistem a obsahujícím jediné vajíčko. Plodem je jednosemenná dužnatá peckovice.

## Rozšíření
Rod Didymeles zahrnuje 3 druhy a vyskytuje se pouze na Madagaskaru.

## Taxonomie
V Cronquistově systému byla čeleď Didymelaceae řazena do samostatného řádu Didymelales podtřídy Hamamelidae. Systém APG I ji ponechává nezařazenou do řádu, v systému APG II je rod Didymeles vřazen do čeledi zimostrázovité (Buxaceae).
Podle výsledků molekulárních studií je rod Didymeles bazální větví čeledi Buxaceae.

## Historie
Fosilie rodu Didymeles byly nalezeny na Novém Zélandu i v jiných oblastech na jižní polokouli.

## Přehled druhů
- Didymeles integrifolia
- Didymeles madagascariensis
- Didymeles perrieri